# Vespa (motocicletas)

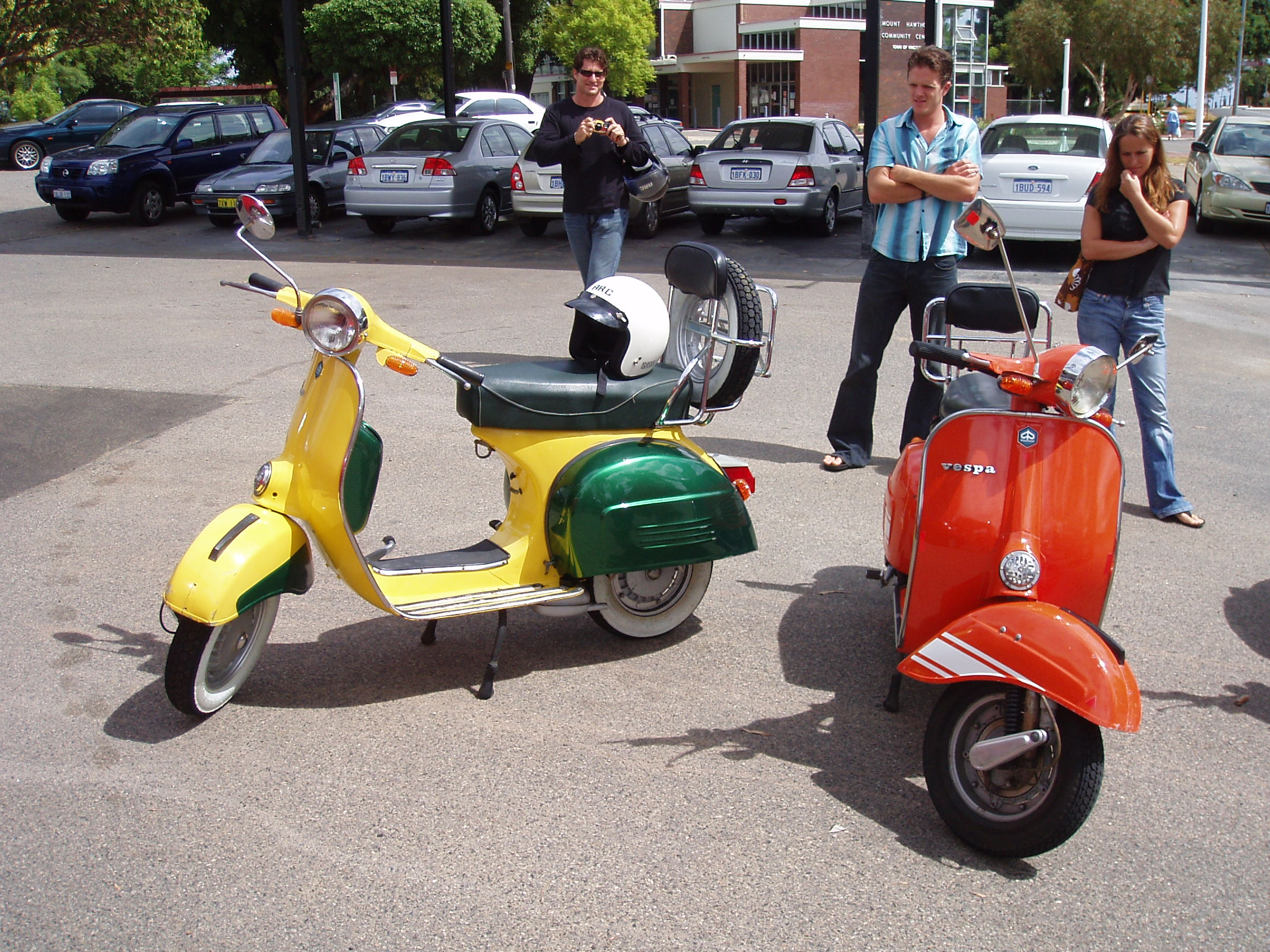
Vespas clásicas en Perth (Australia).

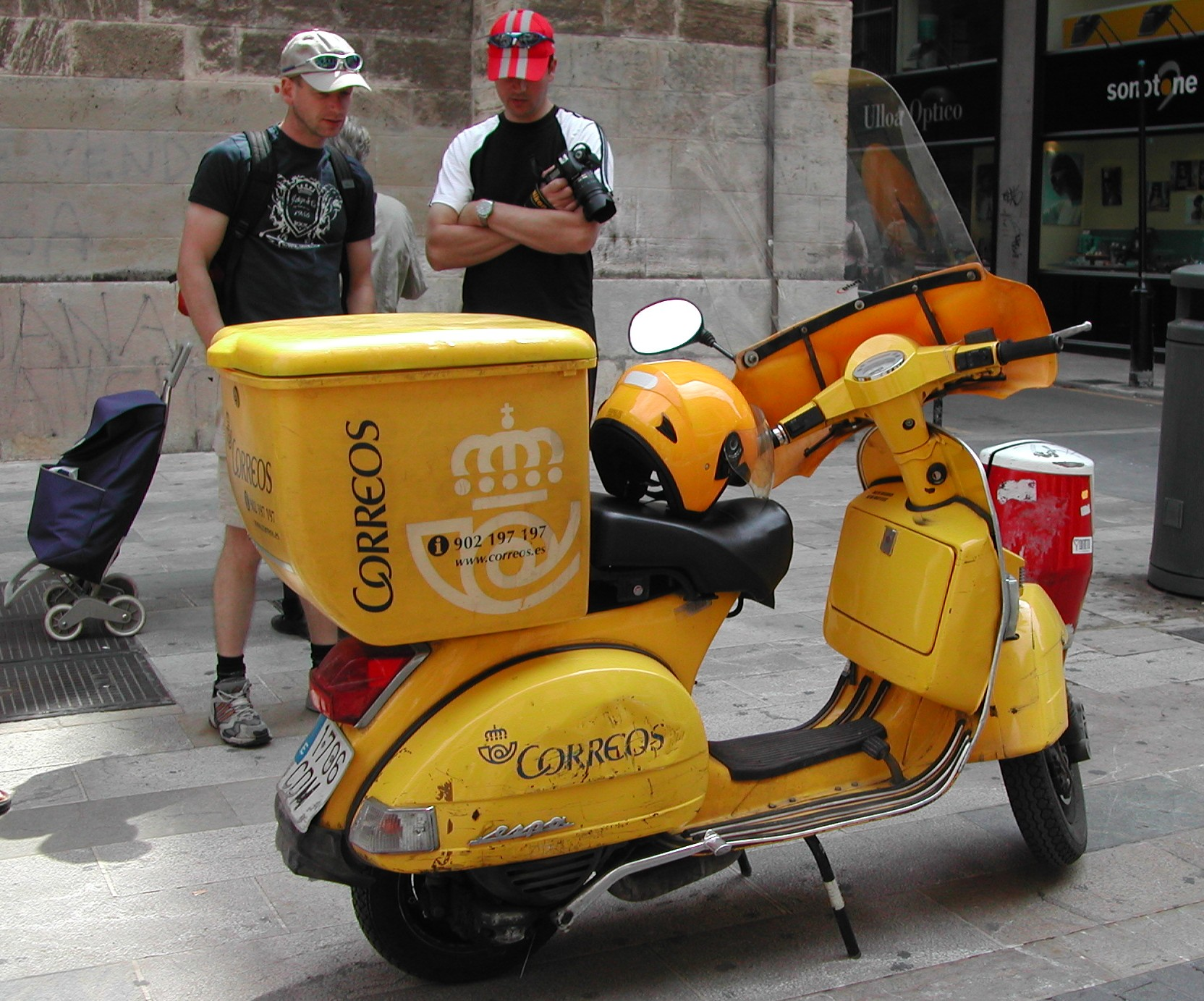
Vespa del Servicio de Correos de España destinada al reparto de correspondencia.

Vespa es una marca de motocicletas perteneciente al grupo Piaggio & Co, S.p.A. manufacturada por primera vez en Pontedera (Italia) en 1946.

## La Vespa: prototipo de la motocicleta tipo scooter
La presentación de las primeras quince motos Vespa tuvo lugar el 23 de abril de 1946 en el Club de Golf de Roma. Los padres de la nueva moto eran el empresario Enrico Piaggio y el ingeniero aeronáutico Corradino D'Ascanio. Al terminar la Segunda Guerra Mundial, Piaggio tuvo la visión de un medio de transporte cómodo, de fácil manejo y barato. Encargó un primer proyecto al ingeniero Renzo Spolti. El primer prototipo recibió el nombre de Paperino, que significa patito en italiano, con un diseño inspirado en las motocicletas plegables utilizadas por los paracaidistas ingleses. El proyecto del primer prototipo no convenció a Piaggio y recurrió al ingeniero aeronáutico Corradino D'Ascanio. El ingeniero, a quien le gustaban más los aviones que las motocicletas, diseñó un vehículo de aspecto revolucionario para su época: puso el motor sobre la rueda posterior e ideó el brazo delantero pensando en el tren de aterrizaje de un avión. Cuenta la leyenda que, cuando Piaggio la vio, exclamó: Bello, mi sembra una vespa (Bonita, me recuerda una avispa, en italiano), aludiendo a la forma del vehículo: parte trasera más gruesa conectada a la parte frontal por una cintura delgada, y el manillar como las antenas.
Piaggio continúa manufacturando hoy la Vespa, aunque era un vehículo mucho más prevalente en las décadas de 1950 y 1960 al ser la elegida por la cultura juvenil del Reino Unido conocida como Mods, y más tarde Skin heads. Las clásicas Vespas tenían chasis unicorporal prensado de láminas de acero, con carrocería cubriendo las piernas para protegerlas de la lluvia y el barro. El motor estaba cubierto completamente por un encapuchado de acero para protegerlo del calor. Piaggio revolucionó la industria de dos ruedas con la Vespa y produjo un modelo en el que muchas de las demás motocicletas tipo scooter se han basado desde entonces.
Las Vespa más antiguas (los modelos tradicionales) tienen cambios de marchas manuales. Se controlan girando el manubrio del manillar izquierdo mientras se acciona la manilla del mismo que acciona el embrague en lugar de un freno y eligiendo entre las 3 o 4 marchas. Estas Vespa tradicionales siempre tuvieron motores de dos tiempos, requiriendo una mezcla de aceite y gasolina para lubricar el pistón y el cilindro. En los primeros tiempos de su producción y hasta el desarrollo de mejores materiales y lubricantes más eficaces, la mezcla de aceite en el combustible producía grandes cantidades de humo.
Por otro lado, su fundador Enrico Piaggio quiso que la Vespa estuviese al alcance económico de todos y lo consiguió gracias a la utilización de una herramienta pionera en 1946: la venta a plazos. Sin embargo, con la mejora económica de los años 50, a la Vespa le salió un fuerte competidor: el automóvil utilitario de 4 ruedas, por lo que se tuvo que reinventar cambiando de público objetivo y dirigió sus miradas a los jóvenes, pero para ello, tuvo que cambiar los tristes colores grises por colores hasta la fecha desconocidos como el rojo y el blanco.
Las utilizaciones de acertadas campañas publicitarias, junto con la colaboración de series televisivas y películas de cine, ayudaron a difundir la imagen de la Vespa por el mundo, la cual ha seguido manteniendo a lo largo de los años. La Vespa ha tenido un éxito arrollador no solo por su original forma, sino porque ha sabido evolucionar a lo largo de los tiempos, incorporando continuos avances técnicos. Por fuera ha conservado su línea sencilla y elegante, manteniendo su estilo único. En los 70 años, se hicieron más de 150 modelos, siendo la única motocicleta tipo scooter realizada en acero, y su posición ergonómica sigue siendo la más cómoda de las motocicletas. Como consecuencia, en la actualidad, la Vespa forma parte de la vida social y existen gran cantidad de convenciones y reuniones de propietarios de esta marca en torno a los denominados Vespa Club.
La Vespa es un producto italiano que ha respondido a las exigencias del mercado, asumiendo funciones diferentes e integrándose en otras culturas, pero siempre permaneciendo fiel a su estilo. Hoy se ha renovado dando vida a un nuevo modelo verdaderamente de altas prestaciones, la Vespa GTS 310. 

### La Vespa en España
Desde su aparición a mediados de los cincuenta, miles de unidades llenaron las calles de las ciudades. Un sidecar adaptado a la moto la convirtió en un vehículo que servía para el transporte de toda la familia.
Según manifiesta Francisco Franco Salgado-Araujo, el marqués de Huétor Santillán presidía una sociedad dedicada a importar la motocicleta Vespa fabricada en Italia. Ingenuamente comenta a su primo el general Franco: «No me explico que pudiendo exportar motos de fabricación nacional, importemos vespas italianas gastando en eso divisas».
En 1952, España estaba en el camino de olvidar ya las secuelas de su guerra civil. Como en Italia, necesitaba facilitar el desplazamiento de sus gentes para ampliación de sus industrias. Las marcas españolas de la época (OSSA, Montesa, Lube...) no podían competir con la Vespa.
Spartaco G. Boldori Malandri es amigo personal del Sr. Piaggio y representante de Fiat en España. No es el Sr. Boldori uno de los escépticos, sino uno de los entusiastas y propone al Sr. Piaggio el montaje de una fábrica en Madrid.
La idea es aceptada sin reservas; pero las ideas necesitan hombres y nombres para convertirse en realidad. Y para que tome cuerpo la propuesta del Sr. Boldori, será decisiva la colaboración de Juan Lladó, consejero delegado entonces del Banco Urquijo. El primer director de MotoVespa será Lelio Pellegrini Quarantotti quien, con un extraordinario grupo de colaboradores entusiastas, logra en pocos meses poner en la calle la primera Vespa de 125 c. c. en febrero de 1953.
Las Vespas Españolas se comenzaron a fabricar en una factoría situada en la madrileña calle de Julián Camarillo por la Empresa Moto Vespa SA, cuyos accionistas mayoritarios eran en un principio el I.N.I. (Instituto Nacional de Industria), el Banco Urquijo y la marca italiana Piaggio.
Al contrario que el resto de fábricas de Vespa, las cuales fueron cerrando paulatinamente, la fábrica española creó un producto propio en 1968 para afrontar la caída de ventas, el Vespino, de patente española, que mantuvo la producción de la Vespa en España hasta 1990.
En la siguiente década la multinacional Piaggio adquirió la mayoría de las acciones de Moto Vespa SA y posteriormente las de la marca Derbi. Esto hizo inviable la situación, al tener 3 centros productivos, así que comenzó un largo proceso de deslocalización que finalizó con el cierre de la fábrica de Madrid en 2003.
El modelo 150 S, era en su momento el más alto de su gama y su diseño correspondía al de una versión «españolizada» de la 180 italiana, pero con un motor más pequeño. La versión básica era la 125.

## Cronología
- 1884 Rinaldo Piaggio funda la compañía Piaggio dedicada a la construcción naval y ferroviaria.
- 1914 Coincidiendo con el inicio de la Primera Guerra Mundial Piaggio se introduce en el naciente sector aeronáutico y comienza la construcción de aviones militares.
- 1921 Piaggio compra la fábrica de Pontedera, futuro centro de fabricación de Vespa.
- 1944 En la Segunda Guerra Mundial, las fábricas de Piaggio en Génova, Pontedera y Finale Ligure son bombardeadas y destruidas.
- 1946 Arnaldo y Enrico Piaggio, hijos del fundador de la compañía, reconstruyen Pontedera. Nace la Vespa, fruto de la colaboración de Enrico Piaggio y del ingeniero aeronáutico Corradino D'Ascanio, con un primer modelo, la Vespa MP6, de 98 c. c., 3,2 CV de potencia y una velocidad máxima de 60 km/h. Estuvo solo dos años en producción.
- 1948 Se crea el modelo Vespa 125 con cilindrada de 125 c. c. con nuevas suspensiones. Se crea el triciclo Ape como vehículo de transporte. El modelo de Vespa Ape creado para el transporte comercial.

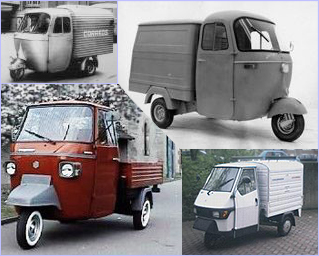
El modelo de Vespa Ape creado para el transporte comercial.

- 1950 La sociedad Hoffmann Werke de Lintorft inicia la fabricación de la Vespa en la República Federal Alemana.
- 1953 Aumenta la potencia a 5 CV y la velocidad llega a los 75 km/h. La parte trasera cambia de diseño. Se crea una versión más barata, la Vespa 125 U, en la que la U hace referencia al vocablo «utilitaria», con una rebaja de 20000 liras respecto al modelo estándar. El faro se coloca en el manillar en lugar de situarse en el guardabarros delantero. Moto Vespa España S.A. comienza la fabricación de la Vespa en España. En el mundo ya se contabilizan 10.000 concesionarios y se produce la Vespa 500.000.
- 1955 Se comercializa al modelo 150GS, que monta un motor de 150 c. c. y cambio de 4 velocidades. Se rediseña el manillar que incluye al faro y nuevas llantas de 10 pulgadas. Alcanza los 100 km/h.
- 1956 Se alcanza la producción de un millón de Vespas.
- 1962 Surge el modelo 160GS, con cambio de diseño, carburador y suspensiones. La potencia alcanza los 8,5 CV. Dos estudiantes de derecho españoles, Santiago Guillén y Antonio Veciana consiguen dar la vuelta al mundo en 79 días a bordo de una vespa modelo 150S, firmada para la ocasión por Dalí.
- 1963 Nace el modelo 150 GL, con cambios de diseño. Se proporciona al ejército italiano una versión de Vespa diseñada para ser lanzada en paracaídas.
- 1964 A consecuencia de nuevos criterios legales en Italia, por los que se han de matricular todos los vehículos de cilindrada superior a 50 cc, nace el modelo Vespa 50, con un motor nuevo, con un cilindro de 50 c. c. orientado en 45 grados en lugar de adoptar una situación horizontal. Representa el último proyecto de Corradino D'Ascanio. Enrico Piaggio compra a su hermano Armando su parte de la marca. Éste se dedica al sector aeronáutico en una fábrica totalmente independiente.
- 1965 Con la Vespa 180SS se llega a los 181,14 c. c. y 10 CV de potencia. Alcanza los 105 km/h. El modelo Super Sport sustituye a las GS 150 y 160.
- 1966 La Vespa 125 adopta también un cilindro inclinado en 45 grados. Surge el modelo Super Sprint, serie derivada de las 50, 90 y 125 cc, con un curioso baúl entre el asiento y la columna de dirección. El modelo de 90 c. c. llega a los 90 km/h.
- 1968 Surge el modelo de la Vespa Primavera, que junto al de la PX, han constituido los más longevos de la marca. Con la Vespa 180 Rally se generaliza la admisión por válvula rotativa en todos los motores de la marca, todos de dos tiempos. Estrena un faro más potente y un chasis más aerodinámico y estrecho.

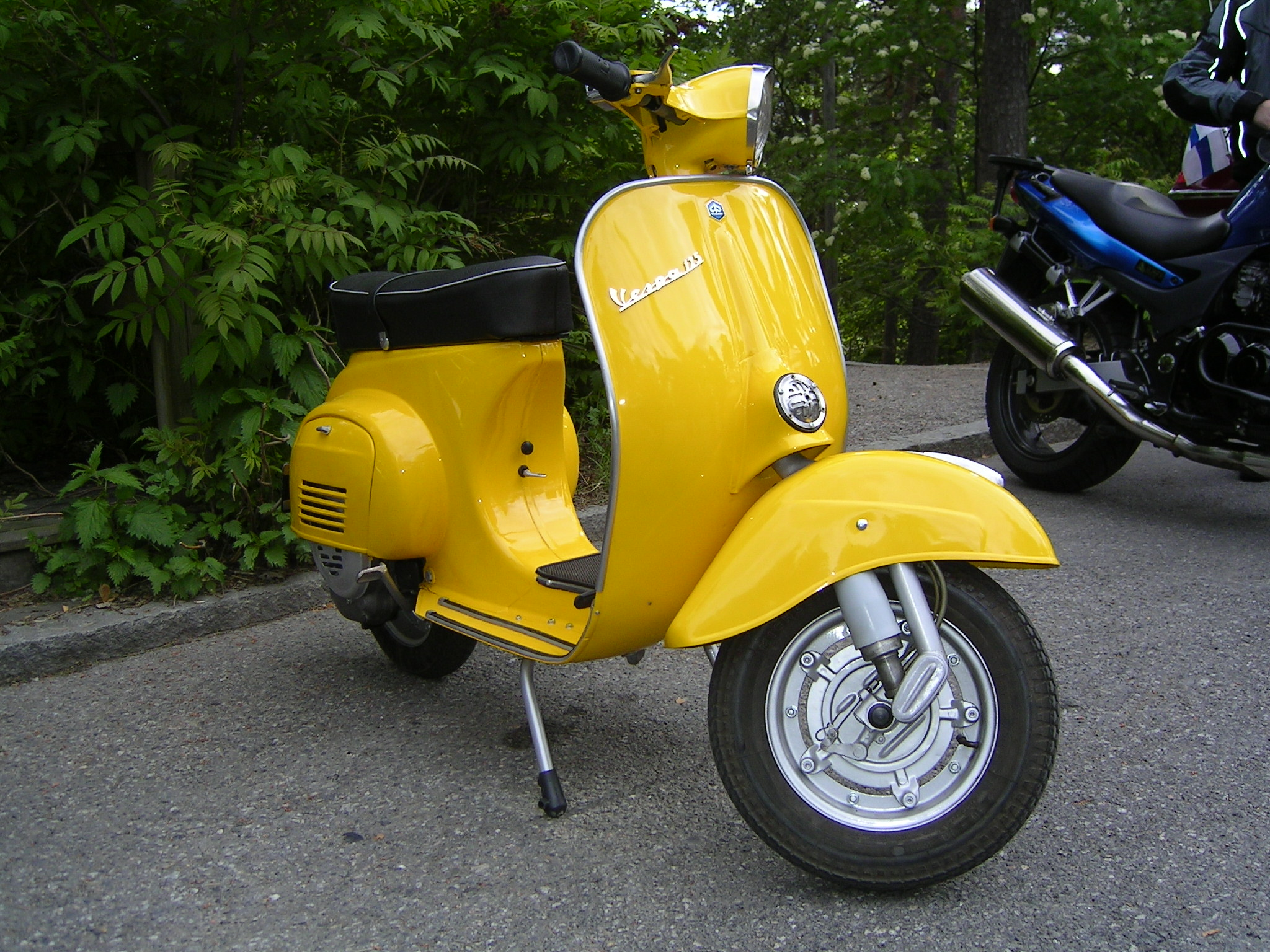
Vespa Primavera 125.

- 1970 Nace la Vespa 50 Elestart, primer escúter de arranque eléctrico, entre otras mejoras de equipamiento. Se alcanza la producción de cuatro millones de Vespas.
- 1972 Nace la histórica Vespa Rally 200, con esta cilindrada, 12,35 CV y 116 km/h de velocidad máxima.
- 1976 Nace el modelo Vespa 125 Primavera ET3 que significa elettronica 3 travesi, electrónica y con tres transfers que confieren una mayor potencia y brillantez del motor.
- 1978 Nace la saga PX con la Vespa P 125 X, con nuevo diseño del escudo delantero e incorporación de guantera en la parte posterior del mismo. También se presenta la PX 200 E con intermitentes integrados.
- 1981 Se presenta el modelo PX 150 E.
- 1983 La Vespa PK 125 sustituye a la Primavera, con nueva estética. Aparece la PK 50 con cuatro velocidades y encendido electrónico.
- 1984 Nace la Vespa PK 125 Automática, la primera sin cambio de velocidades manual en el puño. No monta pedal de freno y está disponible con mezcla separada y arranque eléctrico.
- 1985 Se presenta la Vespa T5 Pole Position, versión deportiva de la PX, con un motor nuevo con un cilindro de aluminio de 5 transfers. De serie, dispone de un pequeño parabrisas y de un spoiler en el escudo. Las normas mediombientales de Estados Unidos detienen la comercialización de la Vespa en ese país.
- 1986 En Italia se deroga el límite de 1,5 CV para la categoría de ciclomotores y surge la Vespa 50 de 2 CV.
- 1988 Se alcanza la producción de 10 millones de Vespas.
- 1990 Se lanza la Vespa Cosa CLX 125 y 200 con freno hidráulico.
- 1996 Coincidiendo con los 50 años de la Vespa, nace la primera con motor de 4 tiempos, la Vespa ET4 125.
- 1997 La Vespa ET2 Iniezione es el primer scooter con un motor de dos tiempos con inyección y catalizador.

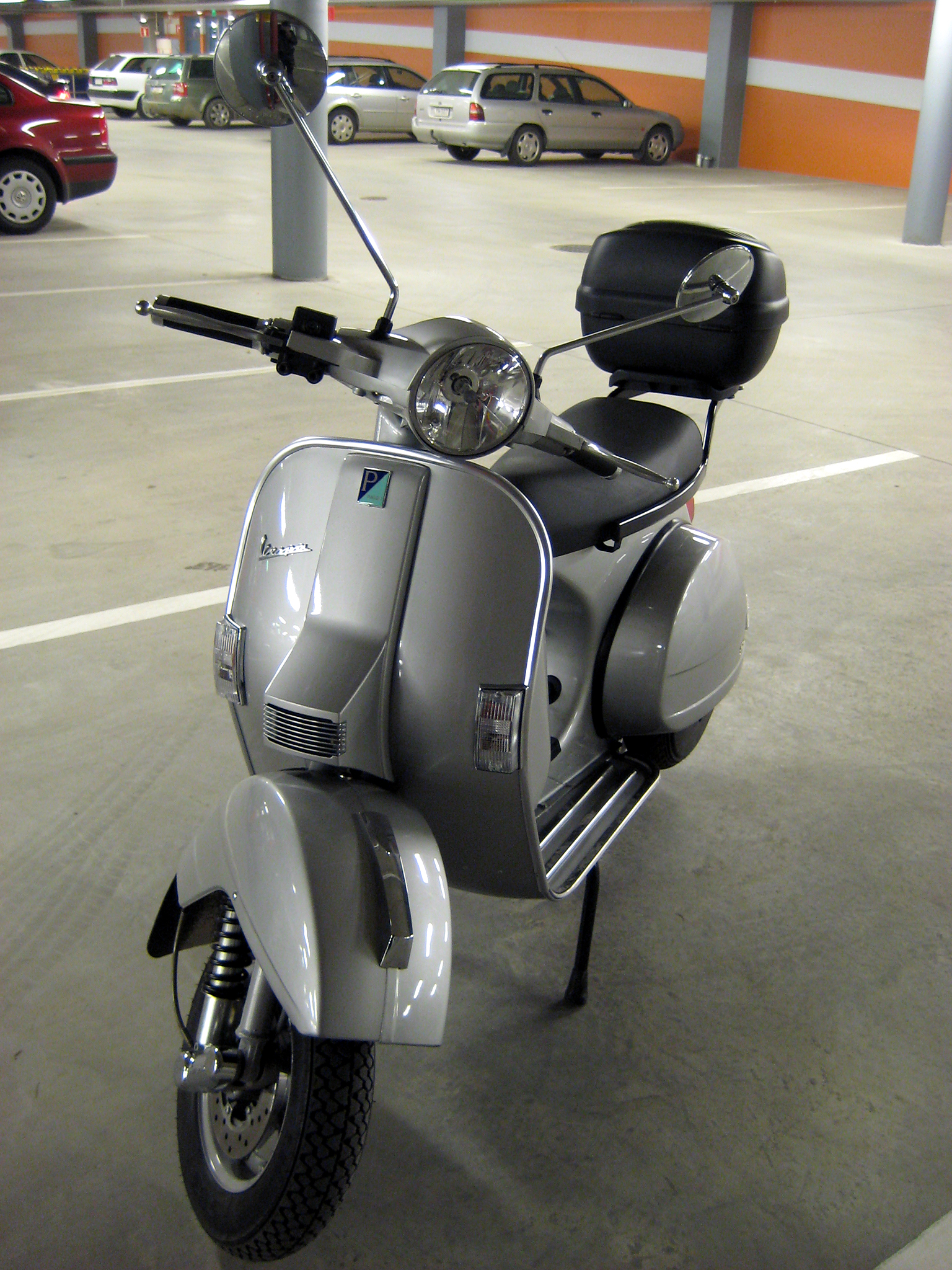
Modelo PX 125 de 2003.

- 1999 Se diseña la Vespa ET4 150 para la reintroducción del vehículo en el mercado estadounidense. Monta el nuevo motor de 4 tiempos Piaggio Leader (Low Emission Advanced Engine Range).
- 2000 La Vespa ET4 50 es la primera 50 c. c. de cuatro tiempos, reduciendo el consumo y aumentando la autonomía a 500 km. Se inaugura el museo de la Vespa en Pontedera con la exposición de 100 modelos diferentes.
- 2001 La Vespa PX 125 y 150 cc equipan freno de disco delantero y recuperan el logo histórico de la marca. En 25 años se han producido dos millones de unidades de estos modelos. Se reinicia la comercializazión de Vespa en Estados Unidos.
- 2003  Se lanza al mercado la Vespa Granturismo. En ese momento la Vespa Granturismo de 200 c. c. es la más potente desarrollada por la marca hasta la fecha. Equipa un motor de 4 tiempos, 4 válvulas, refrigeración por líquido, frenos de disco en ambos ejes y llantas de 12 pulgadas.
- 2005 Se lanza la Vespa LX sustituye a la ET, con motor de 50 c. c. de 2 y 4 tiempos y de 125 cc y 150 cc de cuatro tiempos. Se realiza un restyling de la Vespa Granturismo que pasa a denominarse Vespa GT. A la gama de la Vespa GT se añade un modelo más potente y rápido, la Vespa GTS 250 ie, con motor de 250 c. c. de cuatro tiempos, 4 válvulas, refrigeración líquida, inyección electrónica, frenos de disco en ambos ejes, con una versión ABS. Supera la normativa Euro 3.
- 2006 - La marca cumple 60 años. Nacen los modelos 60 aniversario, GTV, LXV y GT 60. Se alcanza la producción de 16 millones de Vespas. Se presenta un prototipo híbrido, con un motor de explosión de 50 c. c. de cuatro tiempos y un eléctrico, la Vespa LX HyS (Hybrid Scooter), sincronizados para disminuir las emisiones contaminantes.
- 2008 - Cesa la fabricación del modelo PX, la última de las Vespas consideradas clásicas, debido a las estrictas leyes de contaminación: las vespas con motor 2T no cumplían la normativa Euro3 y Piaggio decide apostar por sus nuevos modelos con motores 4T. La empresa india LML adquiere los derechos para la fabricación de motos idénticas al modelo PX.
- 2009 - La empresa que montaba las PX para Piaggio se hace cargo de la distribución de «vespas» fabricadas en la India y Vietnam basadas en el modelo PX (Ya no son Vespas por la marca, pero sí por la apariencia, chasis, motor...).[3]
- 2010 - Piaggio presenta en el Salón de Milán EICMA 2010 la resurrección de la Vespa PX 125/150. En teoría el único cambio ha sido adaptarle un nuevo escape con catalizador que permite cumplir con la norma Euro3.[4] Se lanzan varias series especiales sobre los modelos a la venta: LX Touring, GTV Via Montenapoleone, Vespa px SuperSport y S College, que incluyen colores y accesorios específicos.

- 2011 -

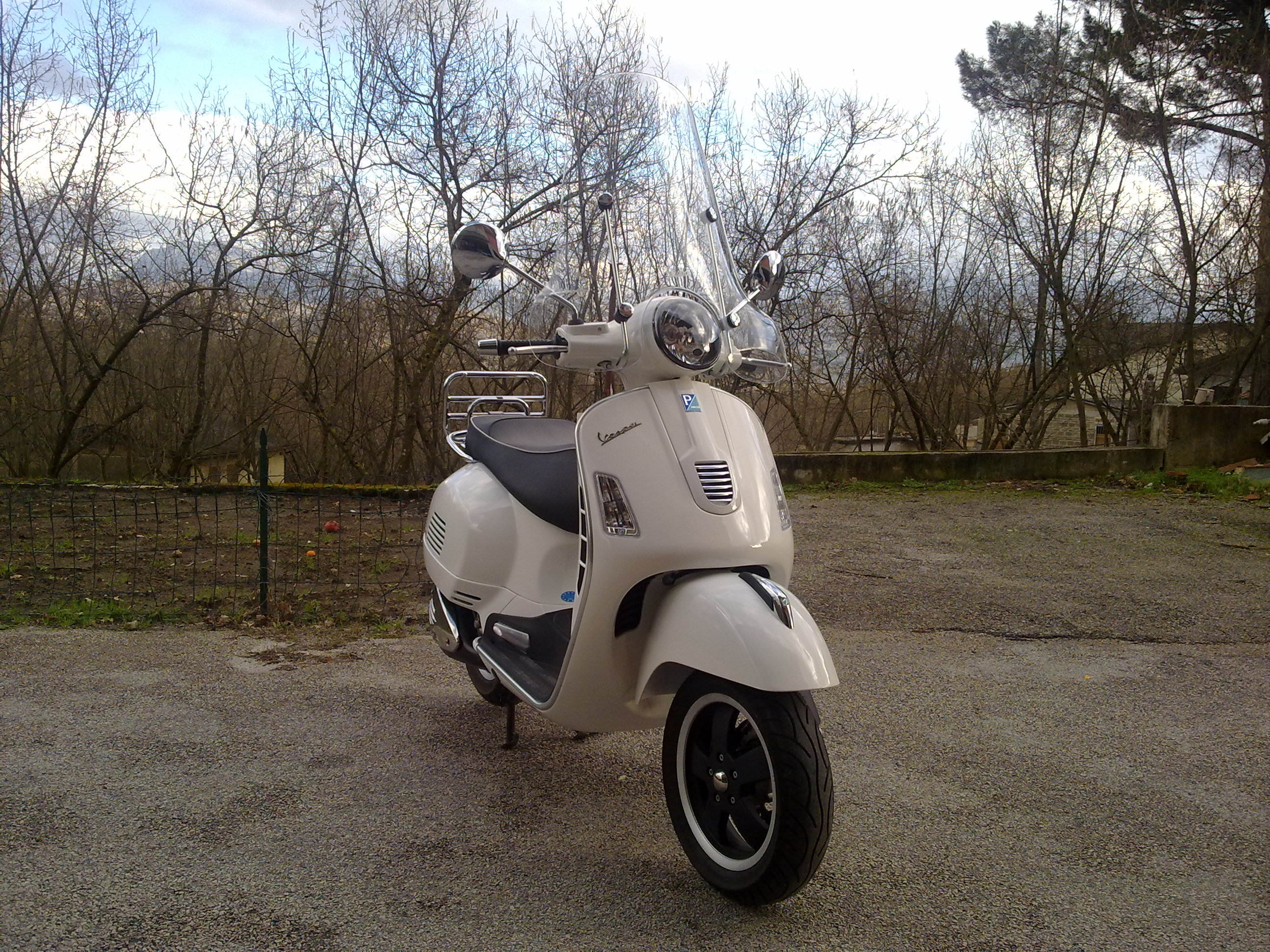
Vespa GTS 300 SuperSport.

- 2012 - Se lanza la Vespa S, en las cilindradas 50 (2T y 4T), 125 ie, que constituye una versión minimalista del mito que resalta la esencia y el espíritu joven de Vespa.
- 2013 - Se lanza la nueva edición limitada Vespa 946 y se recupera el nombre y estilo del antiguo modelo vespa primavera, con un nuevo modelo que lleva el mismo nombre.
- 2018 - Se lanza comercialmente la primera Vespa con motorización eléctrica: Vespa Elettrica. Realizada sobre el chasis pequeño que comparte con la Vespa Primavera y Vespa Sprint. Con homologación L1 (Normativa Europea) quedando clasificada como ciclomotor

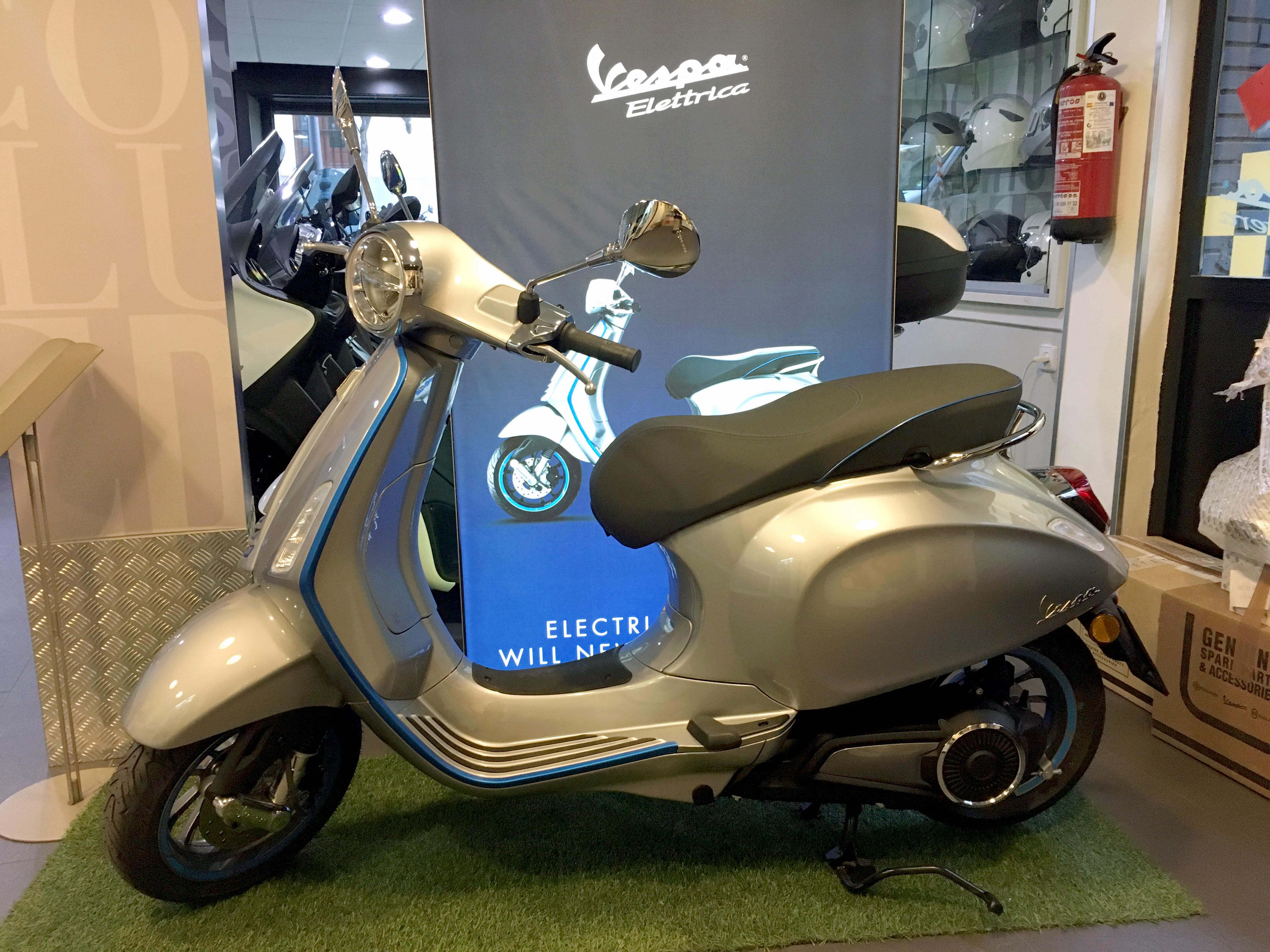
Vespa Elletrica L1.

- 2020 - Se lanza comercialmente la actualización de la Vespa eléctrica con la versión: Vespa Elettrica, sobre el mismo chasis con homologacíón L3 (Normativa Europea) quedando clasificada como motocicleta.